# Rejanellus pallescens
Rejanellus pallescens là một loài nhện trong họ Thomisidae.
Loài này thuộc chi Rejanellus. Rejanellus pallescens được Elizabeth Bangs Bryant miêu tả năm 1940.